# Sypna
Sypna is een geslacht van vlinders van de familie spinneruilen (Erebidae), uit de onderfamilie Calpinae.

## Soorten
- S. albilinea Walker, 1858
- S. anisomeris Prout, 1926
- S. bella Bethune-Baker, 1906
- S. brandti Kobes, 1985
- S. buruensis Prout, 1926
- S. coelisparsa Walker, 1858
- S. diversa Wileman & South, 1917
- S. dubitaria Walker, 1865
- S. leucozona Hampson, 1926
- S. martina Felder, 1874
- S. omicronigera Guenée, 1852
- S. rholatinum Prout, 1926
- S. rubrizona Hampson, 1926
- S. sobrina Leech, 1900
- S. subrotunda Prout, 1926
- S. subsignata Walker, 1858